# Coniunctio
Coniunctio je společné instrumentální album dvou českých skupin, rockového Blue Effectu (v pořadí druhé album) a jazzového Jazz Q (debutové album). Deska byla vydána ve vydavatelství Supraphon (katalogové číslo 113 0845) v roce 1970. Roku 1971 vyšla též exportní verze, která je až na anglické názvy skladeb a souboru Jazz Q Prague a shodná s českou verzí. Na CD v remasterované podobě bylo album Coniunctio vydáno v roce 2001 (Sony Music/Bonton), v roce 2009 vyšlo také v rámci box setu 1969–1989 Alba & singly & bonusy.
Na přebalu alba se nachází reprodukce obrazu Mikuláše Medka Sensitivní signál IV (1967).

## Seznam skladeb
| Strana 1 | Strana 1     | Strana 1           | Strana 1 |
| Pořadí   | Název        | Hudba              | Délka    |
| -------- | ------------ | ------------------ | -------- |
| 1.       | Coniunctio I | Stivín, Kratochvíl | 19:15    |

| Strana 2       | Strana 2                                   | Strana 2       | Strana 2 |
| Pořadí         | Název                                      | Hudba          | Délka    |
| -------------- | ------------------------------------------ | -------------- | -------- |
| 1.             | Návštěva u tety Markéty, vypití šálku čaje | Hladík         | 5:50     |
| 2.             | Asi půjdem se psem ven                     | Stivín         | 7:08     |
| 3.             | Coniunctio II                              | Stivín, Hladík | 6:57     |
| Celková délka: | Celková délka:                             | Celková délka: | 39:45    |

## Obsazení
- Blue Effect (skupina nehraje ve skladbě „Asi půjdem se psem ven“)
  - Radim Hladík – kytara, pilník, siréna
  - Jiří Kozel – baskytara, zvonky
  - Vlado Čech – bicí
- Jazz Q Praha
  - Jiří Stivín – flétna, altsaxofon, pikola, umělecký řetěz, siréna, pristofon, wood bloky, havajská flétna
  - Martin Kratochvíl – klavír, varhany, trumpetfagot, onanium, masturbon, vábničky
  - Jiří Pellant – kontrabas
  - Milan Vitoch – bicí, koňské rolničky